# Dumb Dumb
〈Dumb Dumb〉은 대한민국 걸 그룹인 레드벨벳이 부른 노래로, 2015년 발매된 첫 정규음반인 The Red에 수록된 곡이다. 이 곡은 잼 팩토리의 서지음과 김동현이 작사하였으며 LDN Noise, 디애나 델라시오파, 테일러 파크스, 그리고 라이언 전이 작곡하고 프로듀싱하였다. 이 곡은 업템포의 댄스 팝이다. 2015년 9월 9일 앨범의 대표곡으로 SM 엔터테인먼트가 뮤직비디오와 함께 발매하였다.
이 곡은 발매 이후 성공을 거두었는데, 가온 디지털 차트에서 2등을 하였고, 빌보드 세계 디지털 곡 차트에서 3등을 하였다. 이 주에 Dumb Dumb은 미국 내 K-pop 노래 중 가장 많이 팔리기도 하였다. 대한민국에서 레드벨벳의 Dumb Dumb은 레드벨벳의 곡 중 100만 장 이상 팔린 첫 싱글이기도 하였다. 데이즈드에서 이 노래는 2015년 K-pop 트랙에서 정상을 차지하였고, 빌보드의 100대 걸그룹 노래에서 70위에 들었다. Dumb Dumb의 뮤직비디오는 2015년 롤링 스톤의 10대 베스트 뮤직비디오에 선정되기도 하였다.

## 배경과 발매
레드벨벳의 첫 EP 앨범인 Ice Cream Cake이 2015년 3월 발매된 이후, 레드벨벳은 2015년 9월 초에 첫 정규 앨범으로 컴백할 것이라고 보도되었다. 9월 3일, 티저 이미지들이 레드벨벳의 공식 인스타그램 계정에 게재되었고, 앨범의 10대 곡 목록이 같이 제공되었다. 9월 4일 SM 엔터테인먼트는 9월 9일 정규 음반이 "Dumb Dumb"을 타이틀곡으로 9월 9일 자정에 공개된다고 발표하였다.
뮤직 비디오가 공개되기 이전에 SM TOWN의 공식 채널에 9월 3일부터 9월 7일까지 티저 영상 5개가 공개되었다. 공식적인 "Dumb Dumb"의 뮤직비디오는 9월 8일 공개되었고, 하루 후에 디지털로 음반이 발매되었다.

## 구성
"Dumb Dumb"은 영국 프로듀싱 팀인 LDN Noise와 디애나 델라시오파, 테일러 파크스와 대한민국의 작곡가인 라이언 전이 작곡하였다. LDN Noise는 이전에 닉 조너스나 네이선 사이크스와 같은 서구 아티스트들과 일하였으며, 이 듀오가 레드벨벳의 같은 회사 소속 그룹인 동방신기와 샤이니 같은 다른 대한민국 음악 그룹을 위해 프로듀싱을 하였지만, "Dumb Dumb"이 포함된 4개의 곡이 있는 The Red를 프로듀싱할 때, 보닉과 채프맨이 처음으로 그룹과 콜라보를 한 것으로 알려졌다. "듣기 싫고", "장르가 파괴되는" 알앤비, 펑크 및 힙합 뮤직 요소가 가미된 댄스 팝 트랙으로 묘사된 이 곡은 무거운 풋 심벌즈와 작은북, 타악기의 박수소리와 호른 소리가 포함되어 있다. 곡은 사단조의 키로 작곡되었고, 1분에 146비트인 템포로 이루어져 있다.
가사는 잼 팩토리의 김동현과 서지음이 만들었으며, 소녀들이 낭만적인 대상 앞에서 마네킹이 되는 것처럼 어색해지는 것에 대한 생각을 나타냈다. 곡의 제목인 Dumb Dumb은 노래 전반에서 여러 번 반복되며, 아이린과 조이가 부른 랩 부분에서는 마이클 잭슨의 유명한 곡들인 "Beat It", "Bad", "Billie Jean", "Leave Me Alone", "Black or White", "Man in the Mirror", "Why You Wanna Trip On Me", "Scream", "Love Never Felt So Good"와 "Thriller"가 등장한다. 노래의 일본어판은 레드벨벳의 첫 일본 쇼케이스 때 녹음되었고, 이로 인해 Dumb Dumb은 다른 언어로 녹음된 레드벨벳의 두 번째 곡이 되었다. 이후 2017년 히트곡인 빨간 맛 (Red Flavor)이 다른 언어로 녹음되었다.

## 프로모션
레드벨벳은 앨범과 싱글 곡 프로모션을 컴백 쇼케이스를 통해 시작하였다. 이곳에서 그들은 노래와 앨범에 대해 이야기하였다. 레드벨벳은 2015년 9월 10일 엠카운트다운에서 처음으로 "Dumb Dumb"을 라이브로 선보였으며, 뮤직뱅크와 쇼! 음악중심, SBS 인기가요에서도 이 곡을 선보였다. 일주일 후, 더 쇼에서 Dumb Dumb을 통해 레드벨벳은 첫 음악 트로피를 따냈다. 이후 대한민국의 모든 뮤직 프로그램에서 5관왕을 달성하였다. 레드벨벳은 2015년 KBS 음악축전과 하이원 서울가요대상, 그리고 2016년 1월 골든 디스크에서 Dumb Dumb을 계속 선보였다. 초기에 한국어로 녹음된 Dumb Dumb은 2017년 11월 빨간 맛과 함께 처음으로 일본 쇼케이스에서 일본어판으로 녹음되었다.

### 뮤직비디오
Dumb Dumb의 뮤직비디오는 유튜브의 SM 엔터테인먼트 공식 채널을 통해 2015년 9월 8일 발표되었다. 5명의 레드벨벳 멤버들이 인형 공장에 있으며 제조되는 모습을 보여주며, 멤버들은 그들이 그들의 관심대상 앞에서 느끼는 감정과 어색함, 그리고 좌절에 대해 노래한다. 노래의 가사를 암시하는 비디오 자체는 윌다비스트 아담스가 안무를 맡았으며, 안무는 마네킹의 움직임과 비슷한 로봇 같은 춤으로 구성되어 있다. 롤링 스톤은 비디오가 뚜렷한 미학을 보여주고 있으며 너무 크고, 너무 높은 가치를 매긴 당신이 좋아하는 룩북에 등장하는 페이지들에서 등장할 것만 같은 것을 선정했다"고 주장하였다. 멤버들의 의상과 스타일링, 특히 그녀들의 머리 스타일과 다양한 무늬가 들어간 빨간색 드레스는 삐삐 롱스타킹, 이상한 나라의 앨리스와 비교된다.

## 평가
초기 발매 이후, "Dumb Dumb"은 노래의 프로덕션과 변덕스러운 분위기를 칭찬하고, 멤버 간의 잘 어우러진 목소리에 주목한 음악 비평가들로부터 긍정적인 평가를 받았다. 빌보드의 제프 벤자민은 정의되지 않았지만 중독적인 듣기 싫은 팝의 조각들이라고 평가하며 제시 제이, 아리아나 그란데, 그리고 니키 미나즈의 2014년 히트곡 Bang Bang과 이를 비교하였다. 데이즈드는 2015년 K-pop 트랙에서 이 곡을 1순위로 정하며 이 노래가 "순간적이고 경력에서 최고의 음악적인 토네이도"와 같다고 언급하였다. 비체는 2015년 K-pop 노래 20위 중 이 곡을 2위로 선정하며 끊임없이 기세를 유지하는 마이클 잭슨에 대한 헌사와 같은 랩, 다른 음파 세계에서 빌려온 기습적인 가교, 그리고 모든 곳에서 벌어지는 놀라움을 비웃기 위해 방해되는 코러스에 대해 칭찬하였다. 비체는 뮤직 비디오와 안무도 높이 평가하였다. Yibada의 로멜린 진 아르세니오는 멤버들의 인상적인 노래 실력 증가를 언급하며 "음정과 랩을 바꾸는 것이 부드럽게 이어졌다"고 생각하였다. 그녀는 이 노래가 레드벨벳의 가장 특이한 컴백이지만, 뮤직 비디오의 시각과 스타일링은 높이 평가하였다. 그러나 대한민국 온라인 잡지인 IZM의 김도영은 노래가 혼란스럽고 멤버들 간의 목소리가 분배되어 있다고 평가하였다. 2017년 11월 20대에서 40대 사이의 남성을 상대로 한 조사에서 "Dumb Dumb"은 중독성 있는 특징으로 인해 대학수학능력시험 금지곡 4위에 들어갔다.
"Dumb Dumb"은 빌보드가 조사한 100대 최고의 걸 그룹 노래에서 70위를 기록하였다. 미국의 잡지 롤링 스톤은 2015년 최고 뮤직 비디오 10위 중 9위에 이 노래를 선정하였다. 또한 이 노래는 GQ에서 2015년 11월 올해의 안무에 선정되었다.

## 상업 활동
디지털 발매 직후, "Dumb Dumb"은 대한민국 음원차트 7개에서 1위를 기록하였다. 이 노래는 이후 가온 디지털 차트에서 2위를 기록하였고, 빌보드의 세계 디지털 곡 차트에서 3위에 들면서 그 주 미국에서 가장 많이 팔린 K-pop 노래가 되었다. 이 노래는 마침내 대한민국에서 레드벨벳의 노래 중 100만장 이상 팔린 첫 곡이 되었다.
"Dumb Dumb"의 뮤직비디오는 YinYueTai의 V-Chart 코리아에 1순위로 등장하였고, 9월 미국 및 전세계에서 시청한 K-pop 뮤직비디오 1순위를 기록하였다.

## 리믹스와 커버판
그들의 연말 프로모션의 일부로써, 하이원 서울가요대상, 2015년 KBS 음악축전, 2016년 1월 골든 디스크에서 레드벨벳의 공연을 위해 3개의 리믹스 버전이 만들어졌다. 이 리믹스들은 원곡의 프로덕션을 대부분 유지하고 있지만, 아이린과 조이가 부른 랩 버전은 음악 페스티벌과 골든 디스크에서의 공연 때문에 추가적인 댄스-브레이크 리믹스가 추가되었다. 2017년, SM 엔터테인먼트와 미스틱엔터테인먼트의 협력으로 레드벨벳, 헨리와 미스틱엔터테인먼트의 아티스트들이 디지털 뮤직 프로젝트에 참여하였고, 두 회사의 가수들은 서로 노래를 리메이크하였다. 장재인, 자이언트핑크와 케이준의 R&B 커버가 2017년 8월 18일 뮤직비디오와 함께 공개되었다.

## 차트
| \| 차트 (2014) \| 순위 \| \| ----------------------------- \| ---- \| \| 대한민국 가온 디지털 차트[27] \| 77 \| |      |
| 차트 (2014) | 순위 |
| 대한민국 가온 디지털 차트                                                                                       | 77   |

### 월간 차트
| 차트 (2015)                 | 순위 |
| --------------------------- | ---- |
| 대한민국 (가온 디지털 차트) | 5    |

## 발매일
| 지역     | 날짜           | 포맷            | 레이블                    |
| -------- | -------------- | --------------- | ------------------------- |
| 대한민국 | 2015년 9월 9일 | 디지털 다운로드 | SM 엔터테인먼트, 지니뮤직 |
| 세계     | 2015년 9월 9일 | 디지털 다운로드 | SM 엔터테인먼트           |